# Hans Janssens
Hans Janssens (Bonheiden, 25 maart 1980) is een Belgische atleet, die vooral succesvol is op de lange afstanden. In zijn juniorentijd veroverde hij een tweetal Europese jeugdtitels in dit métier. Bij de senioren werd hij eenmaal nationaal kampioen. Later schakelde hij over op de wegatletiek en manifesteerde hij zich op de marathon.

## Loopbaan
Zijn fraaiste prestaties behaalde Janssens in 1999. Op de Europese jeugdkampioenschappen in Riga veroverde hij de titel op de10.000 m, enkele maanden later gevolgd door de titel bij de junioren tijdens de Europese veldloopkampioenschappen in Velenje.
In zijn seniorentijd was hij daarna goed voor één Belgische titel op de 10.000 m en verschillende ereplaatsen en won hij, nadat hij was overgeschakeld op de wegatletiek, de Partena Run Classics in 2009.
Hans Janssens had een topsport statuut bij Atletiek Vlaanderen van 2001 tot en met 2005.

## Kampioenschappen

### Internationale kampioenschappen
| Onderdeel | Titel                  | Jaar |
| --------- | ---------------------- | ---- |
| 10.000 m  | Europees jeugdkampioen | 1999 |
| veldlopen | Europees jeugdkampioen | 1999 |

### Belgische kampioenschappen
| Onderdeel | Jaar |
| --------- | ---- |
| 10.000 m  | 2003 |

## Persoonlijke records
| Onderdeel   | Prestatie | Datum            | Plaats         |
| ----------- | --------- | ---------------- | -------------- |
| 1500 m      | 3.41,72   | 4 september 2002 | Woluwe         |
| 1 Eng. mijl | 4.02,38   | 14 augustus 2002 | Brasschaat     |
| 3000 m      | 7.49,56   | 30 augustus 2002 | Brussel        |
| 5000 m      | 13.32,25  | 31 juli 2004     | Heusden-Zolder |
| 10.000 m    | 29.22,56  | 2 juli 2003      | Ninove         |
| marathon    | 2:15.26   | 11 oktober 2009  | Eindhoven      |

## Palmares

### 10.000 m
- 1999:  EJK - 29.49,59
- 2003:  BK AC - 29.22,56

### 10 km
- 2007: 19e Parelloop - 30.18
- 2008: 20e Parelloop - 30.02
- 2008: 11e Zwitserloot Dakrun - 29.52
- 2009: 15e Zwitserloot Dakrun - 29.42

### 15 km
- 2002:  Haagse Beemden Loop - 44.49
- 2004:  Posbankloop - 46.44
- 2007:  Jan Knijnenburgloop - 46.21
- 2007: 5e Haagse Beemden Loop - 44.43
- 2007: 10e Montferland Run - 46.14
- 2007: 4e Haagse Beemden Loop - 46.06
- 2008: 4e Haagse Beemden Loop - 45.36

### 10 Eng. mijl
- 2006:  Zeebodemloop in Lelystad - 52.12
- 2008:  Antwerp 10 Miles - 49.49

### marathon
- 2009: 16e Marathon van Eindhoven - 2:15.26

### veldlopen
- 1999:  EK voor junioren te Velenje (6650 m) - 23.00
- 2002: 18e EK te Medulin

### overig
- 2009:  Partena Run Classics (regelmatigheidscriterium)